# Christer Fursth
Karl Christer Fursth, född 6 juli 1970, är en svensk före detta fotbollsspelare som bland annat spelat i Hammarby IF och Örebro SK. Idag håller Christer Fursth på att träna ungdomar i Tyresö FF

## Karriär
Fursth är född och uppväxt i Örebro och blev redan som femåring inskriven i Örebro SK. Från knattespel via pojk- och juniorlagsspel blev han sedan som 17-åring upp-plockad i A-truppen av dåvarande ÖSK-tränaren Rolf Zetterlund. En juniorlandskamp hann han med på vägen. Debut i division I mot BK Forward (0-0) 23 maj 1988, allsvensk debut borta mot Halmstads BK (2-1) i premiären 9 april 1989. Matchvinnare veckan efter med sitt första allsvenska mål, borta mot Gais (1-0). 
Det blev bara en U21-landskamp (EM-semifinalen hemma mot Skottland (1-0) 29 april 1992). Men han spelade i stället hela 20 OS-landskamper, där gruppspelet för kvalifikation till U21-EM dubblerade som kvalifikation till OS i Barcelona 1992. Kvartsfinalerna till U21-EM var också sista kvalrundan till OS där Sverige spelade mot Nederländerna (1-2 borta, 1-0 hemma) och Fursth gjorde en jättematch och det viktiga bortamålet mot i Utrecht den 11 mars 1992. 
Fursth gjorde A-landslagsdebut som vänstermittfältare den 26 januari 1992 mot Australien (0-0) i Sydney. En vecka senare när lagen möttes igen fick han spela vänsterback (förlust 0-1). 
Fursth köptes av Helsingborgs IF till säsongen 1995 där han blev en av HIF:s nyttigaste kuggar. När tvåårskontraktet gick ut skrev han på för bundesligaklubben 1. FC Köln dit han gick gratis som en av de första allsvenska så kallade Bosmanspelarna. Efter skador i början lyckades han aldrig ta en ordinarie plats. När 1. FC Köln åkte ur Bundesliga 1998 bröts hans kontrakt i förtid. I början av juli 1998 skrev han på för Hammarby IF Fotboll. 
Allsvenska debuten för Hammarby gjorde han vid ett inhopp borta mot BK Häcken (3-4) 2 augusti 1998. Första A-lagsmålet nickade han in i Svenska cupen mot Visby IF Gute (3-2) 27 augusti i sin första A-lagsmatch från start. Första allsvenska målet kom 5 oktober mot IFK Göteborg (2-2) på Gamla Ullevi. 
Han blev svensk mästare med Hammarby säsongen 2001 när klubben (och Christer) plockade hem sitt första fotbollsguld. Han spelade också i kvalet till UEFA Champions League 2002/2003 mot jugoslaviska FK Partizan, den 31 juli 2002 hemma på Råsunda fotbollsstadion (1-1) och den 7 augusti borta på Stadion Partizana i Belgrad (0-4). 
Christer var en typisk vänsterytter och karakteriserades av sin snabbhet, sina kraftfulla rusher och sin känsliga vänsterfot. Han kunde dessutom vara jobbig, hård och tuff i spelstilen. Han spelade vid enstaka tillfällen vänsterback. Han hade ett tungt skott och var en av de givna vänsterskyttarna på frisparkar.

### Webbsidor
- Fursth på sports-reference.com
- Lista på landskamper, svenskfotboll.se, läst 2013 01 29
- Profil på national-football-teams.com
- Profil på transfermarkt.co.uk